# پوبیژنیک
پوبیژنیک (به صربی: Pobijenik) یک کوه در صربستان است که در Western Serbia واقع شده‌است. پوبیژنیک ۱٬۴۲۳ متر بالاتر از سطح دریا واقع شده‌است.